# Sturgeon-Noblestown
Sturgeon-Noblestown fue un lugar designado por el censo ubicado en el condado de Allegheny en el estado estadounidense de Pensilvania. En el año 2000 tenía una población de 1,764 habitantes y una densidad poblacional de 235 personas por km².

## Geografía
Sturgeon-Noblestown se encuentra ubicado en las coordenadas 40°23′2″N 80°13′33″O / 40.38389, -80.22583.

## Demografía
Según la Oficina del Censo en 2000 los ingresos medios por hogar en la localidad eran de $48,056 y los ingresos medios por familia eran $58,571. Los hombres tenían unos ingresos medios de $34,500 frente a los $22,042 para las mujeres. La renta per cápita para la localidad era de $18,948. Alrededor del 6.7% de la población estaba por debajo del umbral de pobreza.